# Kanton Carvin

Kanton Carvin in het departement Pas-de-Calais

Carvin is een kanton van het Franse departement Pas-de-Calais. Het kanton maakt deel uit van het arrondissement Lens. Het telde in 2015 : 36169 inwoners.

## Gemeenten
Het kanton Carvin omvatte tot 2014 de volgende gemeenten:
- Carvin (hoofdplaats)
- Libercourt

Vanaf 2015 zijn dat : 
- Carvin (hoofdplaats)
- Courrières
- Libercourt